# Lupembià

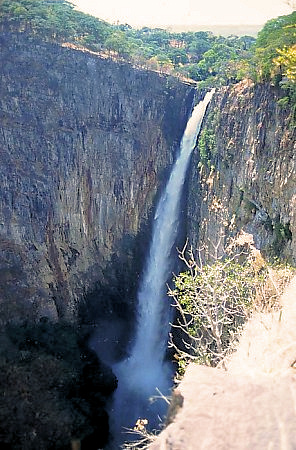
Kalambo Falls a Zàmbia

El lupembià és el nom que li han donat els arqueòlegs a una cultura prehistòrica de l'Àfrica central l'expansió de la qual sembla que es donà entre el 30000 i 12000 ae, tot i que alguns investigadors hi proposen dates molt més antigues (de fins a 300000 anys) basant-se en troballes obtingudes als rius Bessons de Zàmbia i al jaciment de Muguruk (Kenya).
La indústria lupembiana sembla correspondre a la tradició macrolítica de l'inici de l'edat de pedra tardana africana, amb grans peces bifacials d'aspecte arcaic, però també puntes lanceolades de curosa factura. S'ha proposat que l'utillatge lumpembià, generalment distribuït al cor de la conca del Congo, siga una adaptació funcional a la vida en la selva i que les peces podrien ser utensilis especialitzats en el treball intensiu de la fusta. Les peces foliàcies lanceolades més curoses podrien ser puntes de projectil.
Els jaciments arqueològics més coneguts d'aquesta cultura són Kalambo Falls i Dundo.